# Autonome gemeenschappen van Spanje

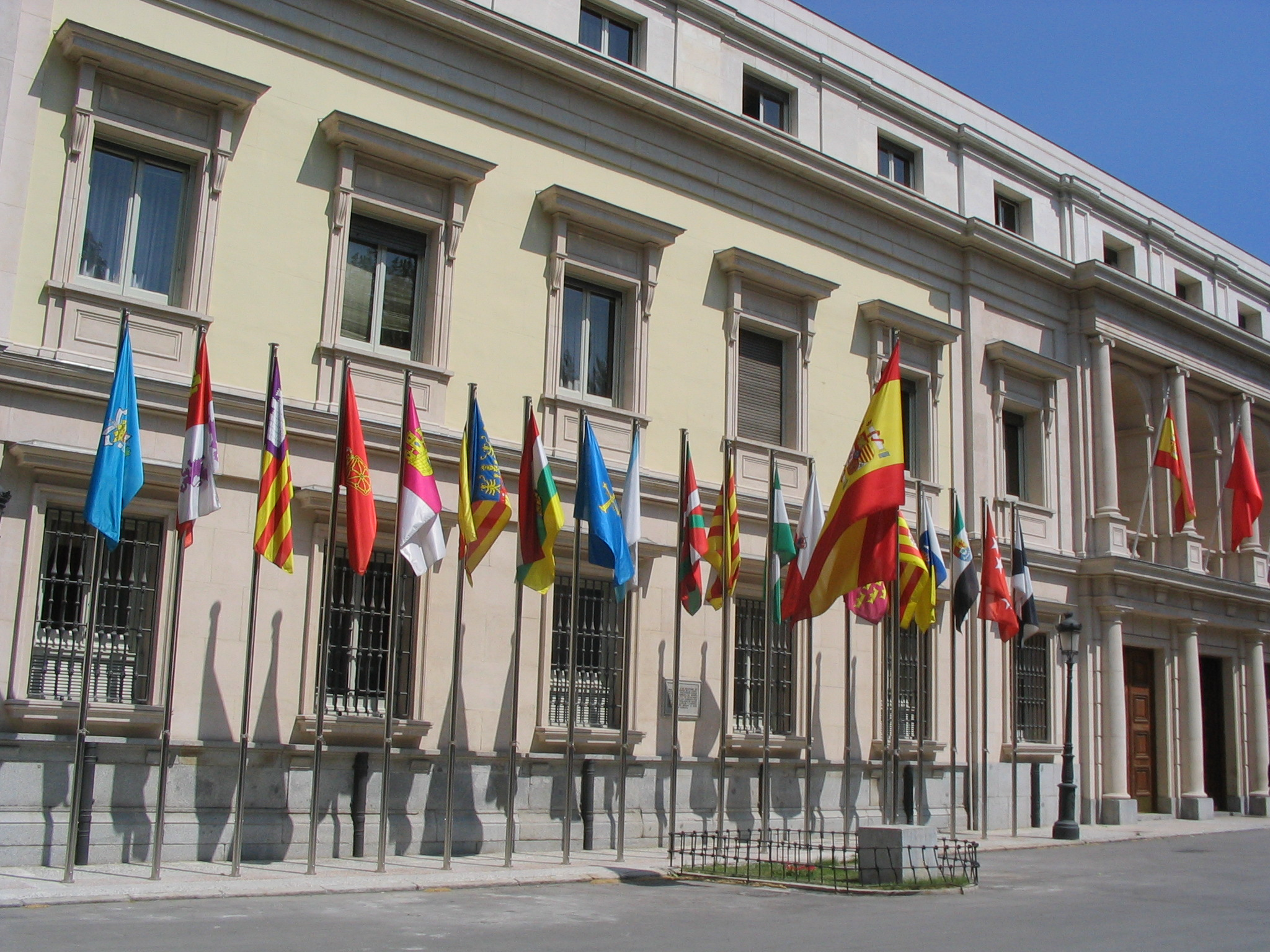
Vlaggen van de Spaanse autonome gemeenschappen voor het Senaatsgebouw te Madrid

Spanje is onderverdeeld in zeventien autonome gemeenschappen (ook wel autonome regio's of zelfstandige gewesten genoemd) (Spaans: comunidades autónomas) en twee autonome steden (Spaans: ciudades autónomas). De onderverdeling is vastgelegd in de Spaanse grondwet van 1978. Dit was de eerste grondwet na de dictatuur van Franco.
Ter voorkoming van toenemend separatisme en instabiliteit voorzag de grondwet van 1978 in een verregaande decentralisatie. Elke autonome gemeenschap heeft haar eigen regering en parlement met grote wetgevende en uitvoerende macht. In 1995 verkregen ook de twee Spaanse provincies in Noord-Afrika, Ceuta en Melilla, als stadsprovincie autonomie.
De meeste autonome gemeenschappen zijn zelf weer onderverdeeld in provincies. Dit is niet het geval in Asturië, de Balearen, Cantabrië, de regio Madrid, Murcia, Navarra en La Rioja en de autonome steden (ciudades autónomas). Deze regio's omvatten elk slechts één provincie. Verdere onderverdeling van de provincies geschiedt in comarca's (landstreken, gewesten) en gemeenten.

De autonome gemeenschappen en steden van Spanje

Territoriale indeling van Spanje in 1833 met regio's in verschillende kleuren en provincies uitgelijnd.

| Vlag | Regio               | Hoofdstad                | Taal naast Spaans | Opp. (km²) | Inw. (2018) | Provincies                                                                           |
| ---- | ------------------- | ------------------------ | ----------------- | ---------- | ----------- | ------------------------------------------------------------------------------------ |
|      | Andalusië           | Sevilla                  |                   | 87.268     | 8.384.408   | Almería · Cádiz · Córdoba · Granada · Huelva · Jaén · Málaga · Sevilla               |
|      | Aragón              | Zaragoza                 | Aragonees         | 47.669     | 1.308.728   | Huesca · Teruel · Zaragoza                                                           |
|      | Asturië             | Oviedo                   | Asturisch         | 10.565     | 1.028.244   | Asturië                                                                              |
|      | Balearen            | Palma                    | Catalaans         | 5.014      | 1.128.908   | Balearen                                                                             |
|      | Baskenland          | Vitoria-Gasteiz          | Baskisch          | 7.261      | 2.199.088   | Álava · Biskaje · Gipuzkoa                                                           |
|      | Canarische Eilanden | Las Palmas en Santa Cruz |                   | 7.273      | 2.127.685   | Las Palmas · Santa Cruz de Tenerife                                                  |
|      | Cantabrië           | Santander                |                   | 5.289      | 580.229     | Cantabrië                                                                            |
|      | Castilië-La Mancha  | Toledo                   |                   | 79.226     | 2.026.807   | Albacete · Ciudad Real · Cuenca · Guadalajara · Toledo                               |
|      | Castilië en León    | Valladolid               | Asturisch         | 94.147     | 2.409.164   | Ávila · Burgos · León · Palencia · Salamanca · Segovia · Soria · Valladolid · Zamora |
|      | Catalonië           | Barcelona                | Catalaans         | 31.930     | 7.600.065   | Barcelona · Girona · Lleida · Tarragona                                              |
|      | Extremadura         | Mérida                   |                   | 41.602     | 1.072.863   | Badajoz · Cáceres                                                                    |
|      | Galicië             | Santiago de Compostela   | Galicisch         | 29.434     | 2.701.743   | A Coruña · Lugo · Ourense · Pontevedra                                               |
|      | Madrid              | Madrid                   |                   | 7.995      | 6.578.079   | Madrid                                                                               |
|      | Murcia              | Murcia                   |                   | 11.317     | 1.478.509   | Murcia                                                                               |
|      | Navarra             | Pamplona                 | Baskisch          | 10.421     | 647.554     | Navarra                                                                              |
|      | La Rioja            | Logroño                  |                   | 5.034      | 315.675     | La Rioja                                                                             |
|      | Valencia            | Valencia                 | Valenciaans       | 23.305     | 4.963.703   | Alicante · Castellón · Valencia                                                      |
| Vlag | Autonome stad       | Hoofdstad                | Taal              | Opp. (km²) | Inw. (2018) |                                                                                      |
|      | Ceuta               | Ceuta                    |                   | 18         | 85.144      |                                                                                      |
|      | Melilla             | Melilla                  |                   | 14         | 86.384      |                                                                                      |

## Streken in Spanje
Enkele bekende streken in Spanje die in het dagelijkse leven vaak gebruik worden zijn: Castilië, La Mancha, León, Levante, La Alcarria, Alpujarras, La Franja, El Carche, La Sagra en de betwiste Plazas de soberanía. Deze gebieden zijn verspreid over verschillende provincies en regio's en hebben geen politieke status. Verder spreekt men van een Continentaal Spanje zonder de overzeese gebieden.